# Uta Ranke-Heinemann

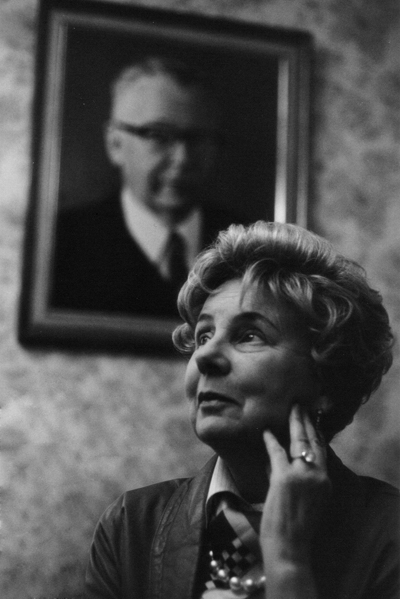
Uta Ranke-Heinemann

Uta Ranke-Heinemann (Essen, 2 oktober 1927 – aldaar, 25 maart 2021) was een Duitse theologe en publiciste.

## Leven
Uta was de oudste dochter van de voormalige Duitse Bondspresident Gustav Heinemann, voorheen burgemeester van Essen en minister, en diens vrouw Hilda; Heinemann was vlak na de oorlog betrokken bij de oprichting van de CDU, enkele jaren later stapte hij over naar de nieuwe SPD. Vader Gustav bleef zijn leven lang zeer verbonden met de Evangelisch-Lutherse Kerk maar Uta ging later over naar de Katholieke Kerk.
Uta slaagde voor haar eindexamen met alle lof, toen als enig meisje van haar klas. Zij ging theologie studeren, ook toen een uitzondering. Zij studeerde onder meer in Bonn, Oxford en Bazel, later ook in München, waar Jozef Ratzinger haar medestudent was. Zij zou hem steeds met een zekere vertedering haar 'Ratzipatzi' blijven noemen. Uta trouwde met Edmund Ranke, een vroegere klasgenoot van school. Het echtpaar kreeg twee zonen. Haar man stierf in 2001.
Uta Ranke was ook de eerste vrouw ter wereld die in de katholieke theologie niet alleen promoveerde maar ook habilitierte, een soort extra promotie.
Aanvankelijk bekleedde zij, ook als eerste katholieke vrouw, een professoraat in de katholieke dogmageschiedenis maar dat werd haar in 1987 afgenomen door bisschop Franz Hengsbach van Essen omdat zij de maagdelijke geboorte van Jezus loochende.

## Politiek
In de jaren tachtig was Ranke een van de boegbeelden van de Friedensliste, een door de DDR gefinancierde mantelorganisatie van de West-Duitse communistische partij DKP, die in 1984 meedeed aan de verkiezingen voor het Europees Parlement en in 1987 aan de Bondsdagverkiezingen. In 1999 werd Ranke door de PDS, de opvolger van de Oost-Duitse staatspartij SED, kandidaat gesteld voor het ambt van Bondspresident.

## Publicaties
Twee van haar belangrijke publicaties, alle van na 1987, zijn in het Nederlands vertaald. Eunuchen voor het hemelrijk - De rooms-katholieke kerk en seksualiteit (1988) en Nee en amen - Handleiding tot geloofstwijfel (1993). In beide boeken toont zij zich zeer kritisch, bitter, bijtend en sceptisch jegens het geloof van de Kerk die haar in haar ogen heeft laten vallen.
In het eerste gaat zij de seksuele moraalgeschiedenis na van de vroegste tijden tot en met Paus Johannes Paulus II. Zij hekelt in scherpe bewoordingen de geestelijke vader van de moraaltheologie; zij spot met de heilige Franciscus van Sales, bisschop van Genève, die zelfs Plinius de Oudere erbij haalt en diens befaamde 'kuise olifant', als voorbeeld voor de echtelieden omdat de olifant het maar eens in de twee jaar (drie zelfs, weet de Geneefse bisschop) doet en nooit in het openbaar en nooit taalt hij naar een ander wijfje: het waardigste dier dat op aarde leeft, schrijft de bisschop nog in zijn Philithea. De theologe gruwt op haast elke bladzijde van wat zij de 'klerikale eunuchen-spiritualiteit' noemt en die zich volgens haar meester heeft gemaakt van de biechtstoel.
In Nee en Amen maakt Ranke-Heinemann nog eens korte metten met de 'sprookjes' van het Nieuwe Testament, om te beginnen met de maagdelijke geboorte. Zij beriep zich daarbij onder meer op haar 'Ratzipatzi', die de 'maagdelijke geboorte' als een gangbare legende in het Midden-Oosten erkende. Zij verzet zich met klem tegen het idee dat aan een 'entreekaartje voor de hemel bloed moet kleven'. Ranke-Heinemann: 'Van een absurde kruistheologie naar een absurde condoomtheologie; de gemeenschappelijke noemer is de onmenselijkheid.'

## Benedictus XVI
Voor haar studiegenoot Jozef Ratzinger, net als zij geboren in 1927, had zij alle hoop toen hij in 2005 het hoogste kerkelijk ambt ging bekleden. Later liet zij die hoop varen: "Het wordt niets", meldde zij Der Spiegel in 2007. Haar hoogst intelligente studiegenoot van toen had zich volgens haar laten inkapselen en durfde niet uit de schaduw van zijn grote voorganger te stappen.

## Seksueel misbruik
Al ruim vóór de openbaarwording van veel seksueel misbruik in Europa in 2010 waarschuwde Ranke-Heinemann tegen het gevaar van 'pedofilie in een monoseksuele Kerk'. Zij nam hierin ook kardinaal Ratzinger - toen nog geen paus - op de korrel die geheimhoudingsplicht oplegde aan ieder die van seksueel misbruik van kinderen wist en die ze daarom mede betichtte van verstoring van een normale strafrechtsgang.
- Bibsys: 90678293
- Biblioteca Nacional de España: XX1060777
- Bibliothèque nationale de France: cb12141845v (data)
- Catàleg d'autoritats de noms i títols de Catalunya: 981058608767206706
- CiNii: DA04686730
- Gemeinsame Normdatei: 119126559
- International Standard Name Identifier: 0000 0001 1032 7849
- Library of Congress Control Number: n85174713
- Bibliotheek van het Japanse parlement: 00529088
- Nationale Bibliotheek van Tsjechië: xx0039549
- Nationale bibliotheek van Australië: 61543657
- Nationale Bibliotheek van Israël: 987007274502005171
- Nationale Bibliotheek van Polen: a0000001161792
- Nationale en Universitaire bibliotheek Zagreb: 000036724
- Nederlandse Thesaurus van Auteursnamen: 074384864
- Istituto Centrale per il Catalogo Unico: CFIV112673
- Système universitaire de documentation: 029887860
- Trove: 1844117
- Virtual International Authority File: 111252579
- WorldCat: E39PBJhRBCjgMq76QJcy33vbVC